# Alpha Diagana
Alpha Diagana (* 5. November 1993) ist ein mauretanischer Sprinter. Im Jahr 2019 nahm er an den Leichtathletik-Weltmeisterschaften in Doha, Katar, im 100-Meter-Lauf der Männer teil. Er nahm an der Vorausscheidung teil und erreichte nicht die Vorläufe.